# 諸岡彩
諸岡 彩（もろおか あや、1984年（昭和59年）1月26日 - ）は佐賀県を中心に活動するラジオパーソナリティ。佐賀県佐賀市出身。血液型は0型。

## 略歴
佐賀県立小城高等学校、久留米大学を卒業。NBCラジオ佐賀のラジオカー『スキッピー』のレポーターを3年間務める。
スキッピーを卒業後はNBCラジオ佐賀のほか、大学時代を過ごした久留米市などでラジオパーソナリティとして活動しているほか、昨今ではサガン鳥栖ホームゲームのダゾーン中継におけるピッチレポーターも務める。

## 人物
好きなことは、食べること、スポーツ観戦、レシピのない料理作り。

## レギュラー番組
- おはこんラジオ ムタ☆モロ（NBCラジオ佐賀 水曜 7:25-11:40）
- BEGINNER'S SPICE（ドリームスエフエム放送 水曜 16:00-19:00）
- ここ・らじ（NBCラジオ佐賀 水曜 9:00-11:30）
- あさかラ[2]（NBCラジオ佐賀 木曜 9:00-12:50)
- KICK OFF!SAGA（サガテレビ 土曜10:25 - 10:40）